# Чисті Бори
Чисті Бори (рос. Чистые Боры) — смт в Буйському районі Костромської області Російської Федерації.
Населення становить 4051 особу. Входить до складу муніципального утворення селище Чисті Бори.

## Історія
У 1929-1936 роках населений пункт належав до Івановської промислової області. Відтак, до 1944 року в складі Івановської області.
Від 2004 року належить до муніципального утворення Центральне сільське поселення.

## Населення
| 1989  | 2002  | 2008  | 2009  | 2010  | 2012  | 2013  |
| ----- | ----- | ----- | ----- | ----- | ----- | ----- |
| 3108  | ↗5056 | ↘4904 | ↗4926 | ↘4796 | ↘4686 | ↘4583 |
| 2014  | 2015  | 2016  | 2017  | 2018  | 2019  | 2020  |
| ↘4510 | ↘4491 | ↘4380 | ↘4357 | ↘4215 | ↘4146 | ↘4090 |
| 2021  |       |       |       |       |       |       |
| ↘4051 |       |       |       |       |       |       |